# Russiskreuz
Das Russiskreuz ist ein 1729 m hoher Bergsattel in den Südtiroler Dolomiten (Italien). Das Russiskreuz ist ein Übergang vom Villnößtal ins parallel verlaufende Aferer Tal. Gegen Osten steigen die im Naturpark Puez-Geisler unter Schutz gestellten Hänge zu den Aferer Geislern an, westseitig hebt sich das Gelände zur bewaldeten Kuppe des Hochegg. Administrativ liegt es auf dem Gemeindegebiet von Villnöß.
Für den Kraftverkehr erschlossen wird der Übergang durch die in Villnöß ihren Anfang nehmende Landesstraße 163. Im bewaldeten Gelände ist das Russiskreuz nicht leicht als Wasserscheide zwischen den Tälern erkennbar, da die Straße auf der Aferer Seite noch weiter an Höhe gewinnt, ehe sie dort in die Landesstraße 29 mündet, welche Richtung Osten weiter zum Kofeljoch und Würzjoch ansteigt.